# Ikom
Ikom – miasto w Nigerii, w stanie Cross River.